# Margegaj
Margegaj est une commune du district de Tropojë, dans la préfecture de Kukës, au nord de l'Albanie, limitrophe avec le Monténégro. C'est aussi le nom de la localité chef-lieu de cette entité administrative.

## Localités
La commune de Margegaj contient les localités suivantes : Bradoshnicë (sq),  Çerem (sq), Dragobi (sq), Fushë-Lumi (sq), Koçanaj (sq), Lagja e Paqës (sq), Margegaj (chef-lieu), Rrogam (sq),Shoshan (sq), Valbonë (sq).

## Géographie
Le territoire de la commune de Margegaj, et en particulier les environs de la localité de Çerem, comportent des zones karstiques dans lesquelles s'ouvrent de nombreux phénomènes souterrains.